# Katinkas kalas
Katinkas kalas är en svensk dramakomedifilm från 2012 i regi av Levan Akin. I filmen är några unga människor på en fest och pratar om livet. Filmen kretsar kring hur det är att vara ung och osäker.
Yohanna Idha utsågs till "Bästa kvinnliga skådespelare" vid Stockholms filmfestival för rollen som Linda.

## Rollista
| Mia Mountain      | – Katinka |
| Ludde Hagberg     | – Greger  |
| Anitha Flink      | – Anna    |
| Aron Flam         | – David   |
| Lisa Östberg      | – Jossan  |
| Ulrika Ellemark   | – Carro   |
| Fredrik Lundqvist | – Joel    |
| Yohanna Idha      | – Linda   |
| Anna Håkansson    | – Marja   |